# Mombo
Mombo es un municipio del departamento Moungo de la región Litoral, Camerún. En noviembre de 2005 tenía una población censada de 5530 habitantes.
Se encuentra ubicado cerca del golfo de Biafra y de la ciudad más poblada del país, Duala.